# اچ‌ام‌اس هیرو (۱۸۱۶)
اچ‌ام‌اس هیرو (۱۸۱۶) (به انگلیسی: HMS Hero (1816)) یک کشتی بود که طول آن ۱۷۶ فوت (۵۴ متر) بود. این کشتی در سال ۱۸۱۶ ساخته شد.